# نوكس مانينغ
نوكس مانينغ (بالإنجليزية: Knox Manning)‏ هو ممثل أمريكي، ولد في 17 يناير 1904 في الولايات المتحدة، وتوفي بنفس المكان في 26 أغسطس 1980.

## وصلات خارجية
- نوكس مانينغ على موقع IMDb (الإنجليزية)
- نوكس مانينغ على موقع أول موفي (الإنجليزية)
- نوكس مانينغ على موقع قاعدة بيانات الفيلم (الإنجليزية)